# 73342 Guyunusa
73342 Guyunusa este o planetă minoră (asteroid), cu un diametru de 3,928 km, din centura de asteroizi. A fost descoperită pe 4 mai 2002 la Observatorio Astronómico Los Molinos⁠(d) de Observatorio Astronómico Los Molinos⁠(d). 
Obiectul prezintă o orbită caracterizată de o semiaxă mare de 2,7203587838 UAi, o excentricitate de 0,23, o înclinație de 25,3 ° în raport cu ecliptica.